# Ilan Ghilon
Ilan Ghilon (în ebraică אילן גילאון; n. 12 mai 1956, Galați, România – d. 1 mai 2022, Ramat Gan, Israel) a fost un politician socialist israelian originar din România, deputat în Knesset-ul (Parlamentul) statului Israel în perioadele 1999-2003, 2009-2020 și ianuarie-martie 2021, din partea partidului liberal de stânga Meretz.

## Biografie
Ilan Ghilon s-a născut la data de 12 mai 1956 sub numele de Florin Goldstein într-o familie de evrei din Galați. Părinții săi se numeau Avram și Rahel Goldstein. A suferit de la vârsta de 7 luni de sechele de poliomielită, fiind țintuit un timp într-un cărucior cu rotile. În 1965 a emigrat împreună cu familia sa în Israel. La început, a lucrat, în ciuda handicapului său fizic, ca lăcătuș și ca instalator de antene de satelit. Ulterior a absolvit Facultatea de Relații Internaționale și Științe Politice din cadrul Universității Ebraice din Ierusalim.
În anul 1986 a devenit președinte al Organizației de Tineret a partidului socialist Mapam (desprins în anul 1984 din coaliția cu Partidul Muncii). În 1992 Mapam a fuzionat cu alte două partide laice de stânga, formând Partidul Meretz. În anul 1995 a fost ales ca președinte al Asociației pentru Educație Tamach. În perioada 1993-1999 Ilan Ghilon a fost viceprimar al orașului Așdod.
Între anii 1999-2003, Ghilon a fost deputat în Knesset-ul (Parlamentul) statului Israel, din partea Partidului Meretz. În calitate de membru al Knesset-ului, el a făcut parte din Comisia Economică, Comisia pentru Afaceri Interne și Mediul Înconjurător, Comisia pentru Muncitori Străini, Comisia pentru Drepturile Copilului etc. A promovat cauza egalității în drepturi pentru populația cu dizabilități fizice și a susținut drepturile șomerilor. A luptat pentru îmbunătățirea serviciilor medicale. În alegerile pentru Knesset din 10 februarie 2009 a fost reales ca deputat din partea partidului Meretz.
Ilan Ghilon a publicat în mod regulat articole în ziarul Kan Darom („Aici e Sudul”) între anii 1988-1993. De asemenea, a participat la realizarea unor programe de televiziune.
Ghilon fost căsătorit cu Yehudit și a crescut patru copii. Pe lângă limba ebraică, el vorbea fluent engleza, franceza și româna. După 55 ani în care a locuit în orașul Așdod (unde fusese viceprimar), Ghilon s-a mutat în anul 2020 la Ramat Gan, alături de fiica și o parte din nepoții săi.
El a murit la 1 mai 2022 in urma unui al treilea accident cerebral.

## Funcții publice în Israel
Ilan Ghilon a deținut următoarele funcții publice:
- deputat în Knesset din partea Partidului Meretz (1999-2003, 2009-2020 2021)